# 袋獾面部腫瘤病

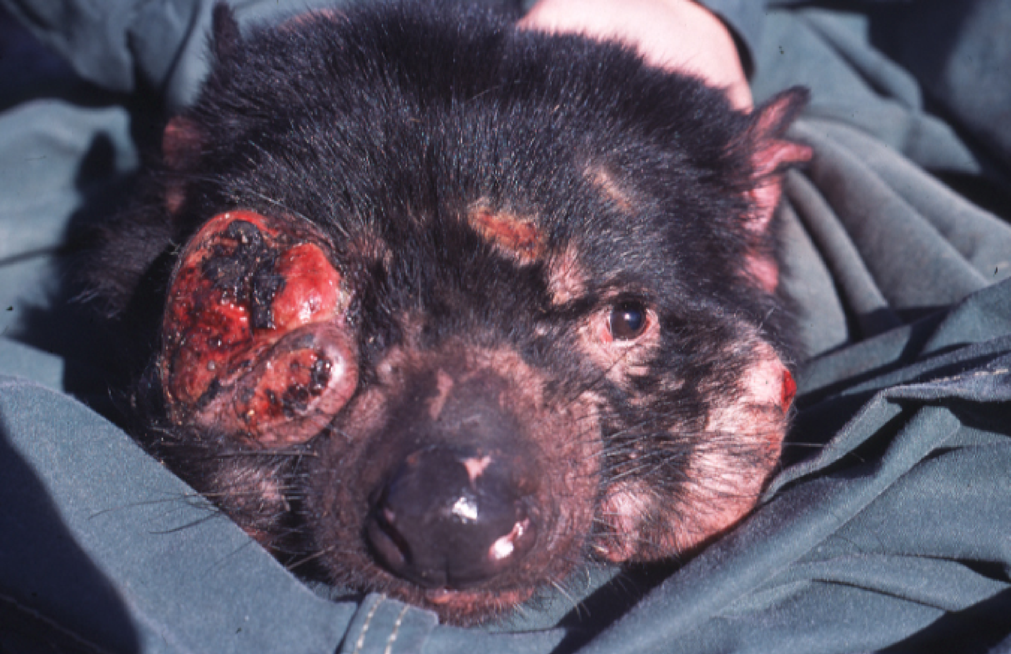
袋獾面部肿瘤病使袋獾的面上和口内长出肿瘤，影响进食。袋獾最后会因饥饿而死

袋獾面部腫瘤病（英語：Devil facial tumour disease, DFTD）是感染袋獾的一种非病毒性传染性寄生性肿瘤。该疾病的第一个“官方案例”于1996年出现在澳大利亚。在接下来的10年中，这一疾病使塔斯馬尼亞州的野生袋獾数量大大减少，估计袋獾群体数量减少20%至50%，遍布占全州65%的范围。被感染的群体在12-18个月内的死亡率达100％。这一疾病主要集中在塔斯馬尼亞州的东半部。
袋獾面部腫瘤病从口部开始出现表观病变及肿块。这些变化从面部传播到全身并发展成为肿瘤。这些肿瘤影响采食并导致受感染的动物饥饿死亡。
传染性肿瘤极其罕见。其它已知的类型为犬传染性性病瘤。犬传染性性病瘤通过狗的性行为传播。

### 病理
生長很大的腫瘤會妨礙覓食，因飢餓而死亡是常見原因。器官受累以及另外的感染也可能是在死亡的另一個因素，常見區域性淋巴結受累及全身轉移。癌症可侵入心臟。
腫瘤是能夠溶解顱骨的一部分。
腫瘤是“大而堅實，軟組織腫塊通常扁平，中央潰爛，表面滲出體液”，這是“典型的多中心，首先出現在口腔，面部，頸部地區”。腫瘤是由外接“以輪式浸潤性結節聚集，以梭形細胞，常在假包膜，並通過細膩的纖維分為小葉。”